# Tegenaria ariadnae
Tegenaria ariadnae là một loài nhện trong họ Agelenidae.
Loài này thuộc chi Tegenaria. Tegenaria ariadnae được Paolo Marcello Brignoli miêu tả năm 1984.